# Terminator: The Sarah Connor Chronicles
Terminator: The Sarah Connor Chronicles (emesa en català amb el títol de Terminator: les cròniques de Sarah Connor) és una sèrie de televisió estatunidenca de ciència-ficció, produïda per la Warner Bros. Television i per C2 Pictures. És una sèrie derivada de la franquícia cinematogràfica iniciada amb Terminator. Tracta sobre les vides de Sarah Connor i John Connor, tot seguint la línia temporal posterior a Terminator 2. La sèrie es va començar a emetre el 13 de gener de 2008 a la cadena nord-americana Fox, com a sèrie de mitja temporada (mid-season), amb una primera temporada de nou episodis. Fou una de les produccions televisives més destacades de la temporada 2007-2008, la qual cosa va possibilitar el rodatge d'una segona temporada, que va sortir en antena a l'octubre del 2008 i que comptà amb 22 episodis més.
La sèrie va ser doblada al català per Televisió de Catalunya, que la va estrenar l'any 2008 a TV3. Es va emetre completa al Canal 3XL.

## Trama
Al final de Terminator 2, Sarah Connor, el seu fill John i el Terminator destruïen el T-1000 i el xip. A la vegada, el mateix Terminator s'autodestruïa per esborrar qualsevol rastre de tecnologia futura que poguera ajudar a la creació de Skynet. Just al començament de la sèrie, Sarah i John descobreixen que el Dia del Judici Final no s'ha avortat, sinó que s'ha endarrerit fins al 21 d'abril del 2011. Convertits en fugitius, han d'evitar que les màquines prenguen el poder, a la vegada que altres enemics del futur els segueixen les passes.
L'episodi pilot ens porta a 1999, amb Sarah i John Connor, i Cameron, un Terminator amb aspecte de noia reprogramat per a protegir el noi. Són perseguits per un altre Terminator, en Cromartie, enviat del futur per assassinar John. També ens presenta a l'agent de l'FBI James Ellison, que creu que Sarah és una criminal pertorbada.
Durant l'episodi, Sarah, John i Cameron realitzen un salt temporal fins al 2007. Cromartie pateix seriosos danys mentre intenta eliminar-los, però aconsegueix reparar el seu endoesquelet i la seua carn artificial i continuar la recerca el 2007. A la nova època, Sarah veu com John està frustrat per una vida plena de fugides i decideix passar a l'atac contra Skynet, però no serà fàcil: altres robots habiten prop d'ells, com la T-1001 Catherine Weaver, enviada al passat per contribuir a la seua pròpia creació, mentre que la resistència humana també té efectius en esta època. Entre ells hi ha Derek Reese, soldat i oncle de John, amb el qual els protagonistes van a la caça d'un ordinador denominat el Turc, precursor de Skynet. Al llarg de la sèrie, els Connor lluiten amb la certesa que en qualsevol moment es poden trobar amb nous enemics, a la vegada que el futur es va reconfigurant a mesura que donen bones passes en el seu objectiu d'evitar el Judici Final.

## Personatges
- Sarah Connor, interpretada per Lena Headey: és la protagonista de la sèrie i mare de John Connor, que en el futur està predestinat a ser el líder de la resistència humana. Les autoritats la consideren una criminal fugitiva. El creador de la sèrie, Josh Friedman, va provar el paper amb tres-centes actrius, fins que un amic li va recomanar a l'anglesa Lena Headey, i després de veure la seua audició es va convèncer de la seva idoneïtat per interpretar aquesta dona dura (aquest personatge havia estat interpretat per Linda Hamilton a la pel·lícula original).
- John Connor, interpretat per Thomas Dekker: fill de Sarah i futur líder de la resistència humana contra Skynet, és un adolescent al qual se li ve a sobre tota la responsabilitat del seu futur, a la vegada que experimenta els dubtes i conflictes de la seua edat.
- Cameron Phillips, interpretada per Summer Glau: és un Terminator amb forma de noia, reprogramat i enviat des de l'any 2027 pel general John Connor per autoprotegir-se en el passat. No es coneixen les seues capacitats exactes, però pot imitar millor els comportaments i moviments humans que el seu predecessor T-800, i pot consumir aliments. Al llarg de la sèrie se'ns descobreix un major interès de Cameron pel comportament humà, i que la seua identitat va ser robada a una lluitadora de la resistència. El seu nom és un homenatge a James Cameron, creador de la saga.
- James Ellison, interpretat per Richard T. Jones: és un agent de l'FBI encarregat de perseguir Sarah Connor. Comença escèptic davant la història dels robots, però tota una sèrie de successos fan que gradulament arribe a la veritat. És un home força religiós. A la segona temporada, deixa l'FBI per treballar a ZeiraCorp, sota les ordres de Catherine Weaver, sense que sàpiga que ella és una Terminator.
- Derek Reese, interpretat per Brian Austin Green: és un lluitador de la resistència enviat al passat pel seu nebot, John Connor. Coneix a Cameron del futur, però no confia en ella. A la primera temporada és un personatge secundari, que esdevé principal a la segona.
- Kyle Reese, interpretat per Jonathan Jackson: és un lluitador de la resistència i el pare d'en John. Va morir per a salvar Sarah en el passat i és un personatge important que tot i que només és viu a 1a pel·lícula. El seu record apareixerà en moments decisius en la vida del seu fill, de la seva mare i de Derek.
- Cromartie, interpretat per Garret Dillahunt: és un Terminator T-888, que resulta seriosament destruït el 1999. El 2007, després de reparar el seu endoesquelet i la seua carn artificial, pren l'aparença física de l'actor George Lazlo per continuar la seua recerca per tal d'eliminar a John. A Mèxic, el xip de Cromarties és completament destruït, però Ellison roba el seu cos i el duu a ZeiraCorp, on Catherine Waever el connecta a l'ordinador Babylon, amb el nom de John Henry.
- Catherine Waver, interpretada per Shirley Manson: és una Terminator a l'estil del T-1000 a Terminator 2, i ocupa la presidència d'una companyia d'alta tecnologia denominada ZeiraCorp. Treballar a millorar la intel·ligència artificial que cree a Skynet i el prepara per a la futura guerra mundial.
- Charley Dixon, interpretat per Dean Winters: és un parametge, antic promés de Sarah fins que ella fuig del 1999. En el lapse de temps, ell es casa. Quan es retroba amb els Connor, els ajuda i els presta atenció mèdica.
- Riley Dawson, interpretada per Leven Rambin: és una jove companya de l'institut de John. Aquest se sentirà cada volta més interessat per ella, però sense explicar-li la història de sa vida, la qual cosa posa en perill a Riley. Per la seua banda, John desconeix que realment és una lluitadora de la resistència duta al passat per una altra lluitadora, per tal d'estar prop i controlar John.

## Producció
El 9 de novembre de 2005, es va informar que C2 Pictures, que havia produït la pel·lícula del 2003 Terminator 3: La rebel·lió de les màquines, estava produint una sèrie de televisió basada en la franquícia Terminator. La sèrie es crearia en associació amb Warner Bros. Television, mentre que Fox Broadcasting Company es comprometia amb l'episodi pilot. Josh Friedman estava destinat a escriure el pilot i a ser productor executiu de la sèrie, marcant el seu debut televisiu.
Altres productors executius van ser els fundadors de C2, Andy Vajna i Mario Kassar, i el vicepresident de desenvolupament de C2, James Middleton. A diferència de les pel·lícules de Terminator, Friedman va comentar que la sèrie contindria menys seqüències d'acció a causa del pressupost més reduït de la televisió en comparació amb els llargmetratges. També va considerar que les persecucions freqüents, tal com es representen a les pel·lícules, es tornarien repetitives en una adaptació televisiva. La sèrie es va titular inicialment The Sarah Connor Chronicles."Terminator" s'afegiria més tard al títol per aprofitar el seu reconeixement entre els espectadors en general. Durant la preproducció hi va haver debat sobre si incloure-ho al títol, amb Friedman a favor.